# Mycetophila bisetosa
Mycetophila bisetosa är en tvåvingeart som beskrevs av Freeman 1951. Mycetophila bisetosa ingår i släktet Mycetophila och familjen svampmyggor. Inga underarter finns listade i Catalogue of Life.